# Пойдёшь ли ты в казармы, Джонни?
Танец «Пойдешь ли ты в казармы, Джонни?» (англ. Wilt thou go to the Barracks, Johnny?), является ярким примером того, как использовали танцы Хайланд для вербовки солдат в шотландскую армию. Военные, совершая поездки в разные отдаленные города и поселения для сбора новобранцев, устраивали небольшие развлечения с выпивкой, музыкантами и специально нанятыми танцорами. Танец использовался как способ привлечения людей на призывной пункт.

## Современное состояние
Танец «Пойдешь ли ты в казармы, Джонни?» как и танец «Паренёк с шотландских гор» был придуман на фоне общего подъема танцевальной культуры в Шотландии и относится к группе национальных танцев. Танец используется на соревнованиях и мероприятиях, например на «Играх горцев». Для исполнения этого танца надевают традиционную шотландскую одежду, — килт, независимо от пола танцора.
В соревнованиях, используются следующие версии исполнения танца:
- 4 шага — 64 такта + вступление;
- 6 шагов — 96 тактов + вступление;

Порядок шагов, а также другие требования исполнения танца публикуются на сайте SOBHD за год до начала соревнований.

## Музыкальное сопровождение
Танцоры исполняют танец под традиционную шотландскую волынку. Музыканты используют мелодию «The Barren rocks of Aden», который является 2/4 маршем. Темп игры — 52 такта в минуту.